# Euphorbe
Euphorbia
Pour les articles homonymes, voir Euphorbe (homonymie).
Genre
Les euphorbes (Euphorbia L.), nom féminin, sont un genre de plantes à fleurs dicotylédones de la famille des Euphorbiacées. Elles possèdent des inflorescences particulières nommées cyathes, particularité que les euphorbes partagent seulement avec quelques genres voisins. Comme toutes les Euphorbiaceae, ce sont des plantes toxiques, qui possèdent un latex parfois très irritant. Il s'agit d'un genre extrêmement polymorphe, possédant des espèces aux tiges nues et plus ou moins fines et aux feuilles normalement développées et à développement rapide (sous-genre Esula et Chamaesyce) ; d'autres sont, à l'opposé, succulentes, similaires aux cactacées, avec des feuilles souvent très réduites et possédant de puissantes épines ou non (sous-genre Athymalus (ex Rhizanthium) et sous-genre Euphorbia). Elles sont herbacées ou ligneuses selon les espèces.
Chez les espèces du sous-genre Esula (Euphorbe des bois Euphorbia amygdaloides, Épurge Euphorbia lathyris, Ésule ronde Euphorbia peplus, etc.) des régions tempérées, l'aspect des plantes fleurissant se modifie beaucoup au fil des jours : les feuilles ont tendance à disparaître à mesure que l'ombelle se développe, la tige rougit, tandis que le fruit, capsule globuleuse à trois loges, émerge très rapidement de l'inflorescence.
Selon Pline l'Ancien, le mot euphorbia proviendrait d’euphorbium, le nom donné par le roi et érudit berbère Juba II de Maurétanie, en l'honneur de son médecin grec Euphorbus, à la drogue médicinale faite à partir du latex de l'espèce aujourd'hui nommée Euphorbe résinifère Euphorbia resinifera.

## Étymologie
Le nom de genre Euphorbia vient du nom propre grec ancien Eὔφορβος – Euphorbos {nom signifiant "bien nourri"} (du Ier siècle avant J.-C.), médecin du roi Juba II de Mauritanie et frère de Antonius Musa (63 avant J.-C. – 14 après J.C.), médecin de César Auguste. Euphorbos utilisait contre les morsures de serpent le latex d’une euphorbe succulente, identifiée aujourd’hui comme Euphorbia resinifera O. Berg.

## Description et caractéristiques

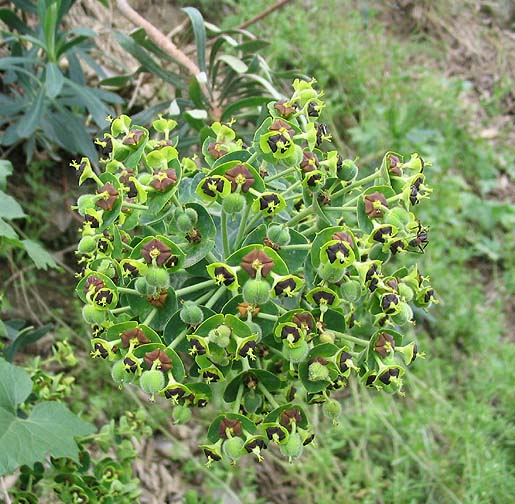
Inflorescences d'euphorbe characias.

Il existe environ 2 000 espèces d'euphorbes, certaines tropicales et très différentes des euphorbes européennes par leur aspect général ; quelques-unes ont même la forme de cactus. Leur principal point commun est la production de latex, liquide blanc qui apparaît à la cassure et qui est très toxique en raison de la présence de dérivés d'esters de diterpène (ester de phorbol et de deoxyphorbol) ayant des activités modulatrices de la protéine kinase C (PKC). Il provoque des irritations de la peau et est extrêmement dangereux en cas de contact avec les yeux, de même elle est fortement toxique à l'ingestion. La toxicité existe également pour les graines, utilisées autrefois comme purgatif.
Les euphorbes peuvent se reconnaître généralement à leurs inflorescences vert jaunâtre, ou cyathes, disposées en ombelles. Ces dernières ne possédant ni sépales ni pétales. Chaque inflorescence contient une fleur femelle à trois styles entourée de fleurs mâles à une anthère, le tout dans une coupe formée par deux bractées portant quatre ou cinq glandes souvent cornues. La couleur des glandes, avec celle des bractées, donne la couleur du pseudanthe, que l'on appelle improprement la « fleur ». Le fruit, pédicellé, est une capsule généralement très arrondie, lisse ou granuleuse.

### Réglementation
En raison de leur toxicité, les euphorbes font l'objet d'un classement en France au sein de l'arrêté du 4 septembre 2020 (relatif à l'obligation aux distributeurs et vendeurs de végétaux d'ornement d'informer leurs clients par un étiquetage,,). Ce classement concerne toutes les espèces d'euphorbes, sauf Euphorbia pulcherrima, non toxique.

## Principales espèces

### Flore tempérée
- Euphorbia acanthothamnos - euphorbe épineuse
- Euphorbia amygdaloides — euphorbe des bois ou euphorbe amandine. Très commune dans les bois, elle a des feuilles vertes lancéolées et une tige non ramifiée, teintée de rouge comme beaucoup d'autres euphorbes.
- Euphorbia angulata — euphorbe anguleuse.
- Euphorbia aphylla
- Euphorbia caerulescens - Euphorbe bleue
- Euphorbia chamaesyce — euphorbe petit-figuier.
- Euphorbia characias — euphorbe characias. Grosse euphorbe méditerranéenne à tige ligneuse et ramifiée, à feuilles très allongées, persistantes.
- Euphorbia cyparissias — euphorbe petit cyprès.

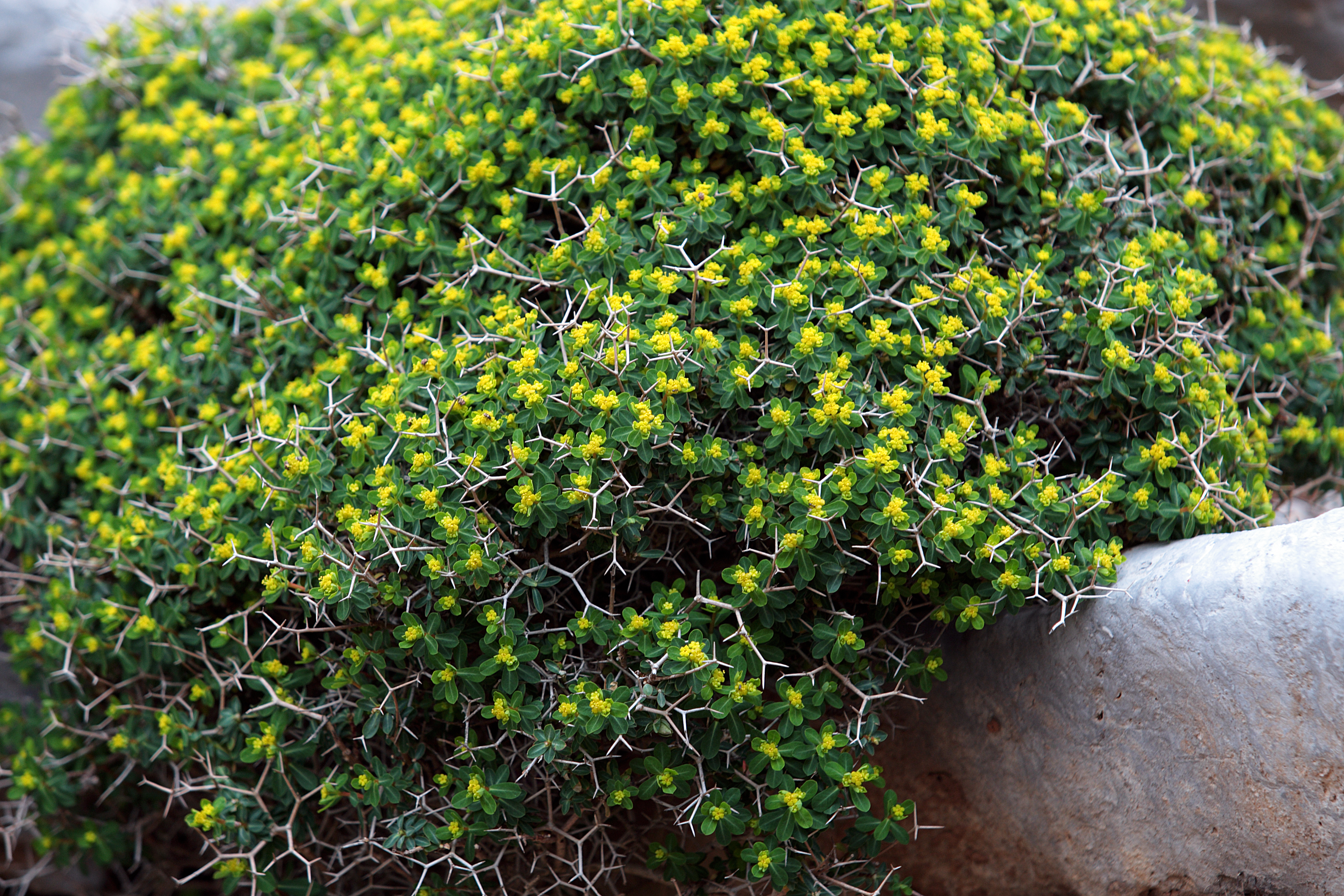
Euphorbia acanthothamnos, euphorbe épineuse
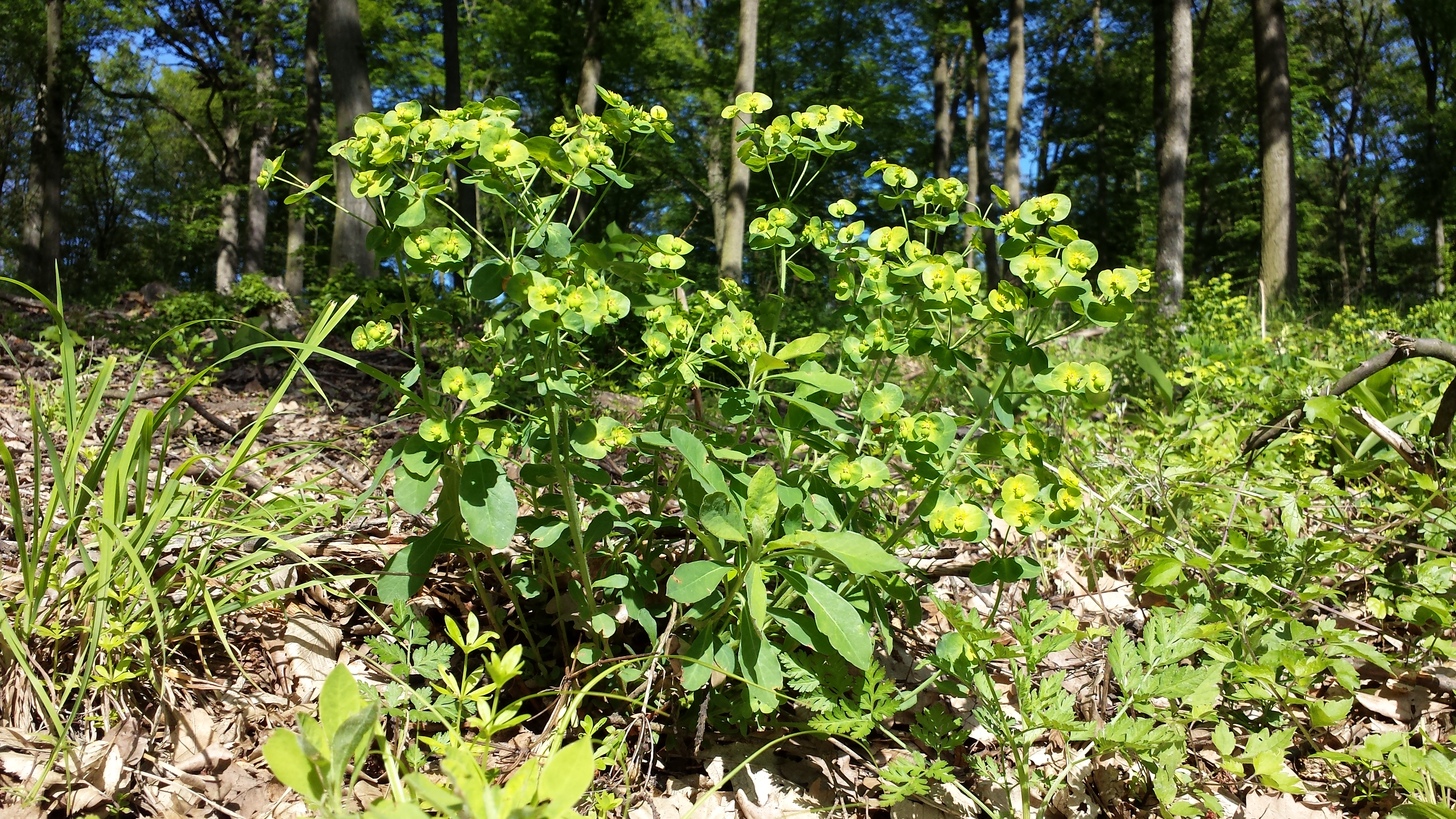
Euphorbia amygdaloides, euphorbe des bois
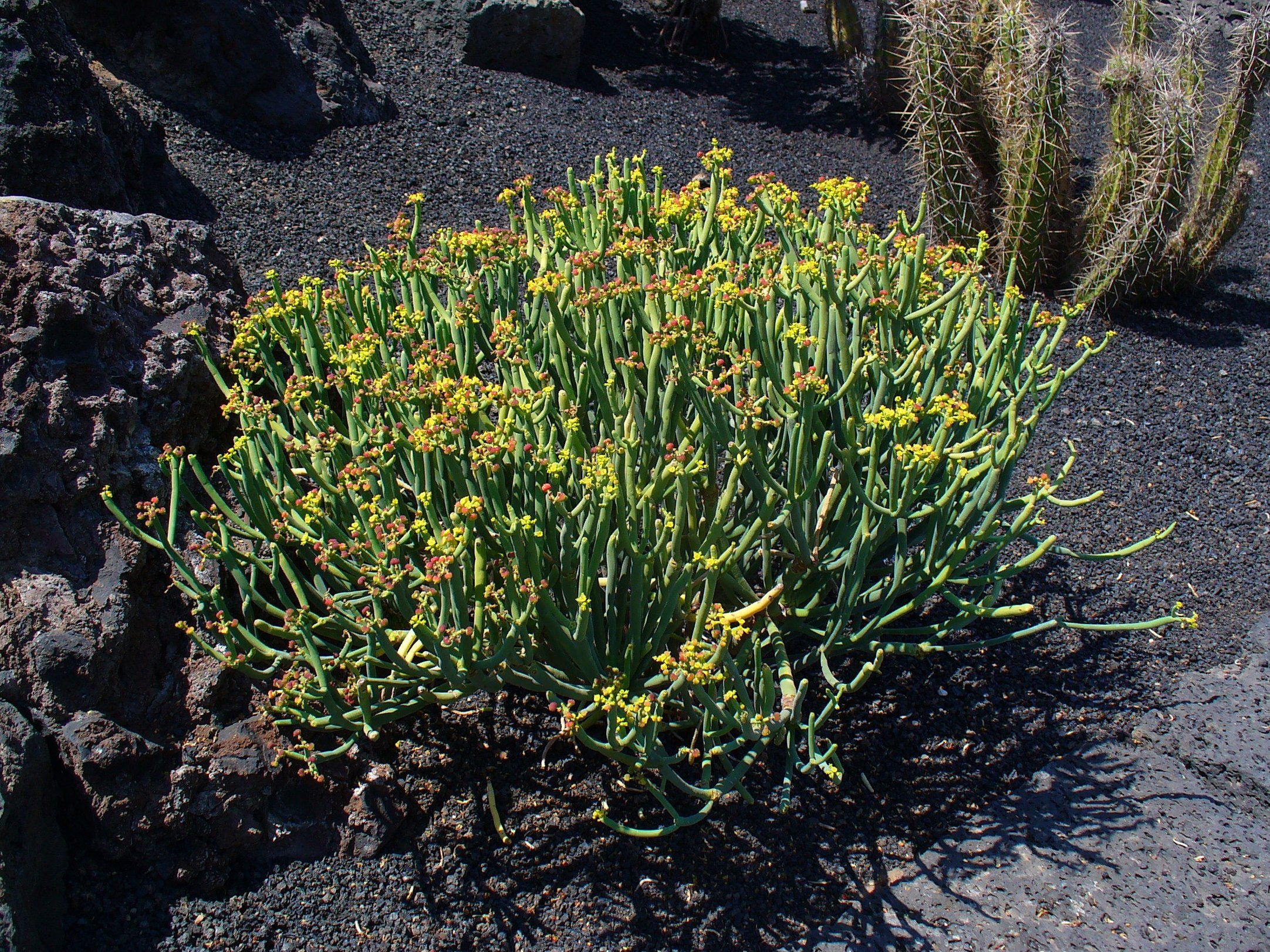
Euphorbia aphylla
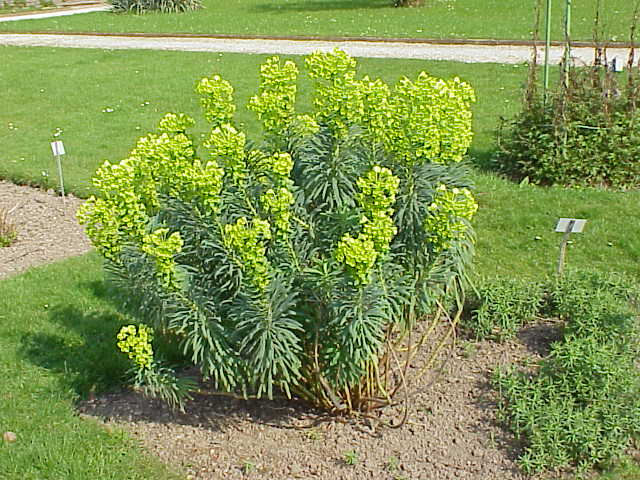
Euphorbia characias
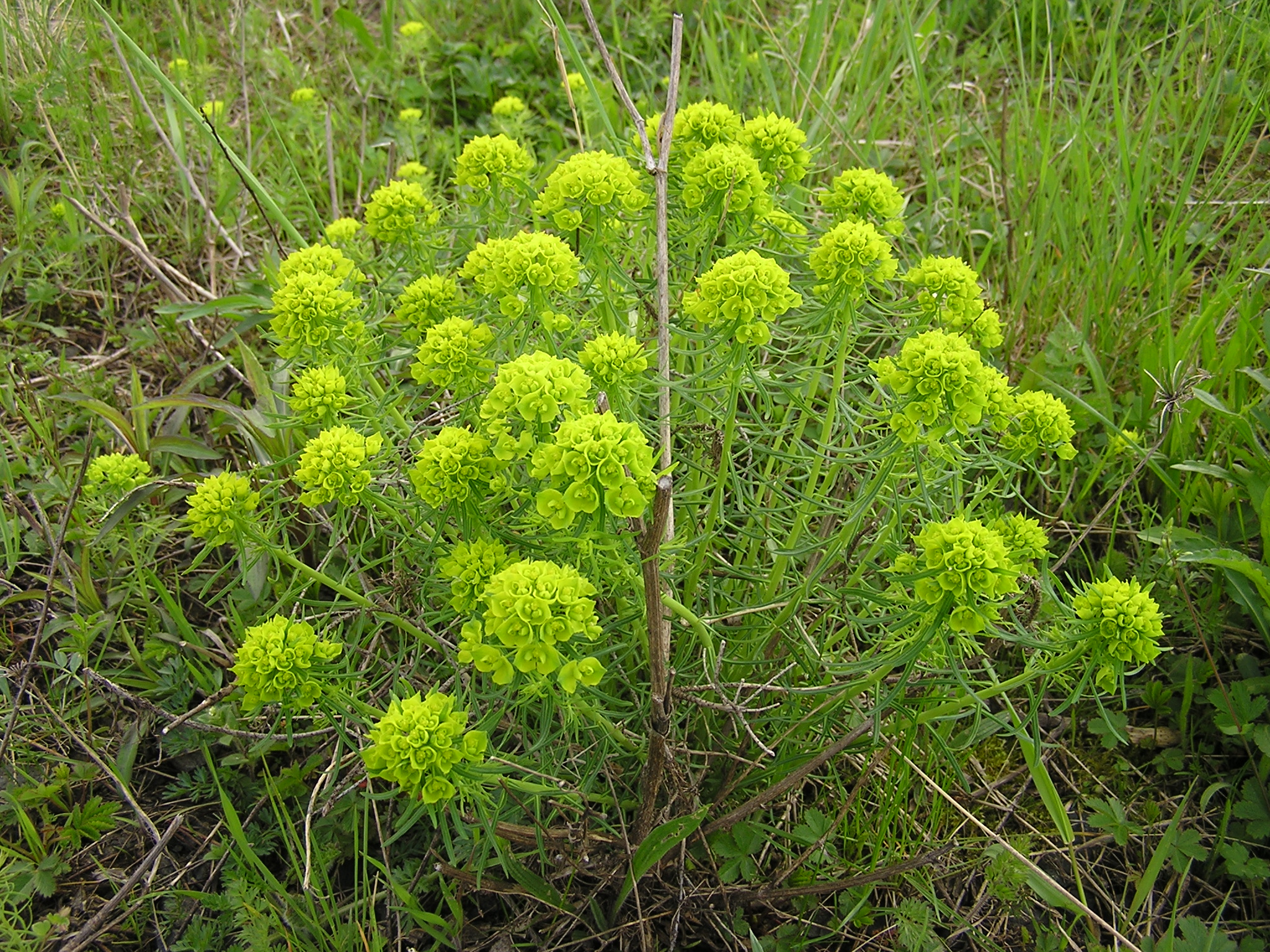
Euphorbia cyparissias

- Euphorbia dendroides — euphorbe arborescente
- Euphorbia dulcis — euphorbe douce ou euphorbe pourpre.
- Euphorbia duvalii — euphorbe de Duval.
- Euphorbia esula — euphorbe ésule ou euphorbe âcre.
- Euphorbia exigua — euphorbe fluette ou petite euphorbe.
- Euphorbia flavicoma — euphorbe à tête jaune
- Euphorbia grandicornis — euphorbe à grande cornes
- Euphorbia helioscopia — euphorbe réveille-matin.
- Euphorbia hyberna — euphorbe d'Irlande.
- Euphorbia lathyris — euphorbe épurge. On utilisait autrefois les graines de cette grande euphorbe comme purgatif. Aujourd'hui, elle est très appréciée dans les jardins car elle est réputée éloigner les taupes.
- Euphorbia maculata — euphorbe maculée.
- Euphorbia melitensis — euphorbe de Malte.
- Euphorbia myrsinites — euphorbe de Corse. Répandue dans tout le bassin méditerranéen, jusqu'en Iran. Le latex est dangereux et peut fortement irriter la peau.

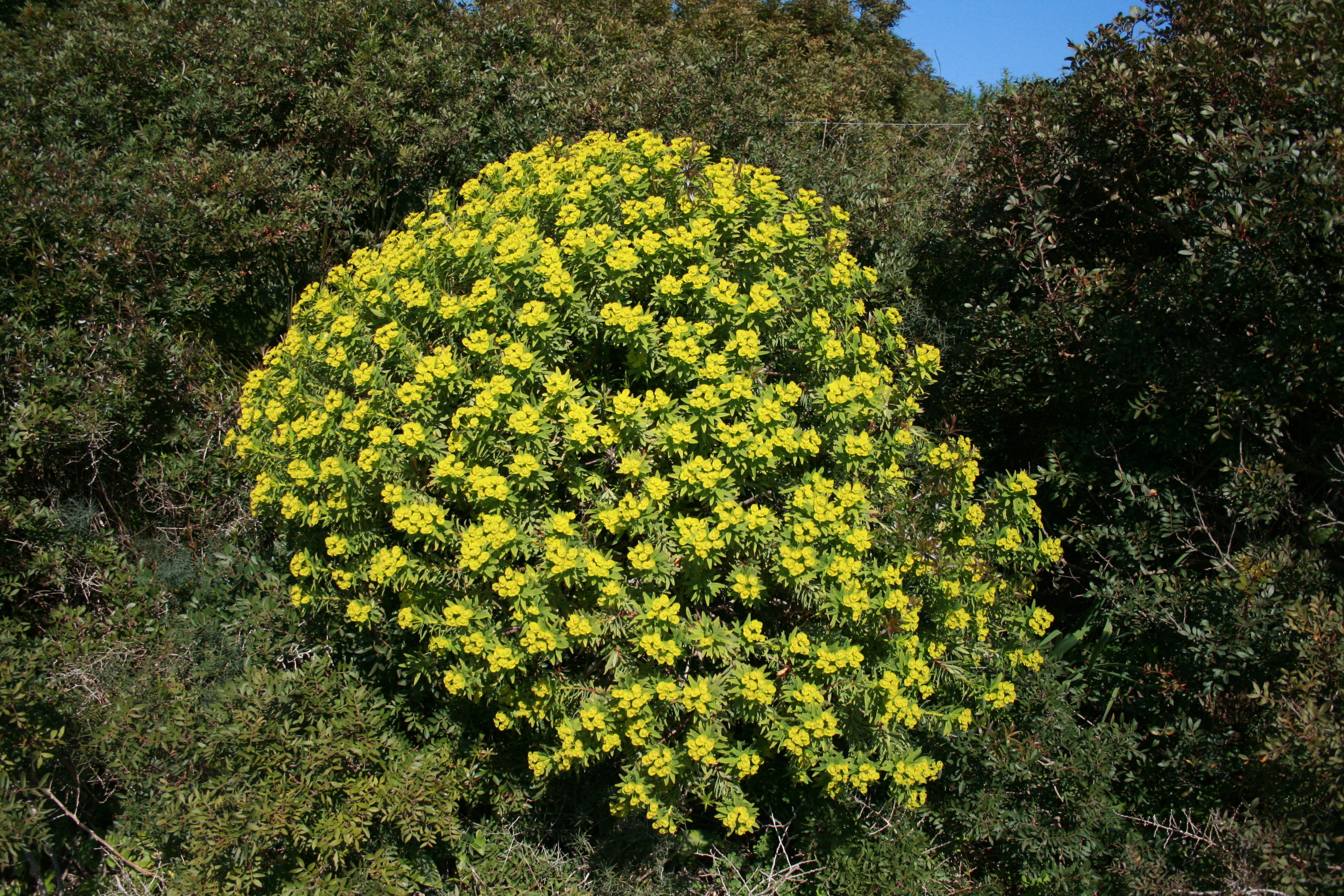
Euphorbia dendroides
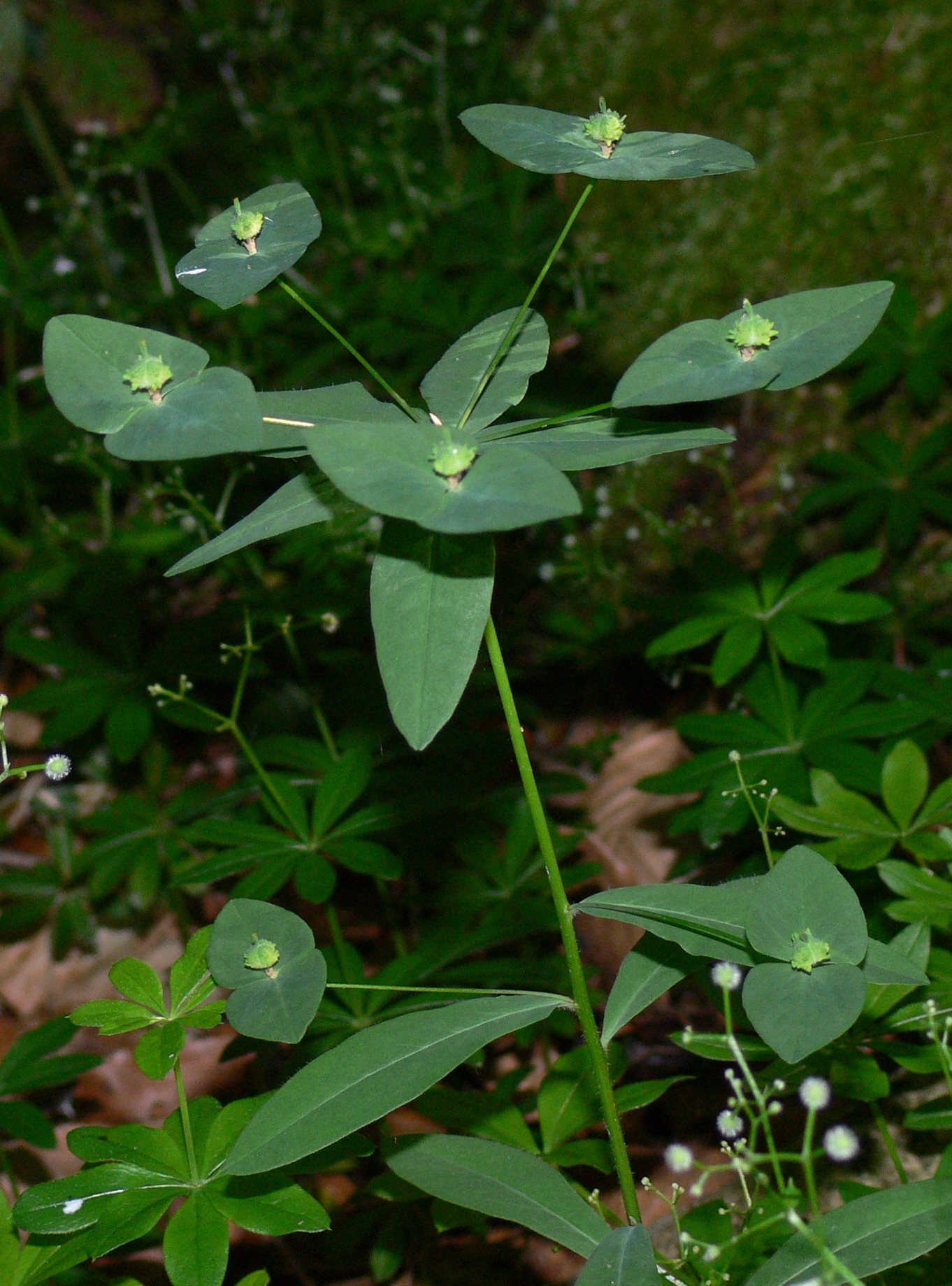
Euphorbia dulcis
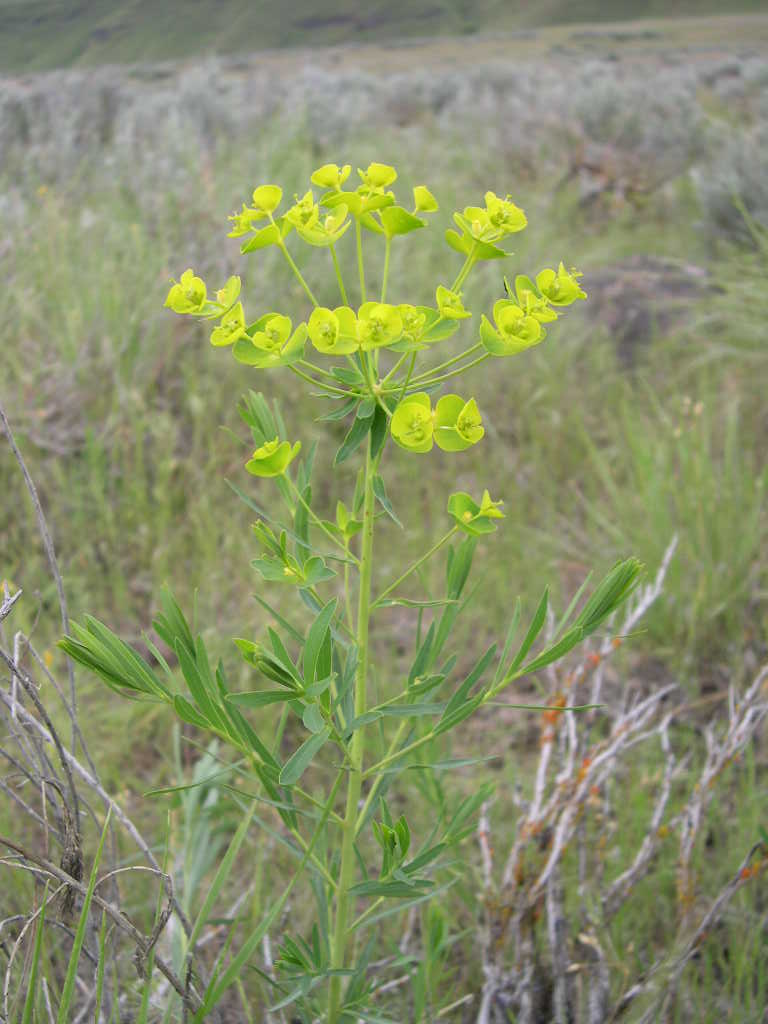
Euphorbia esula
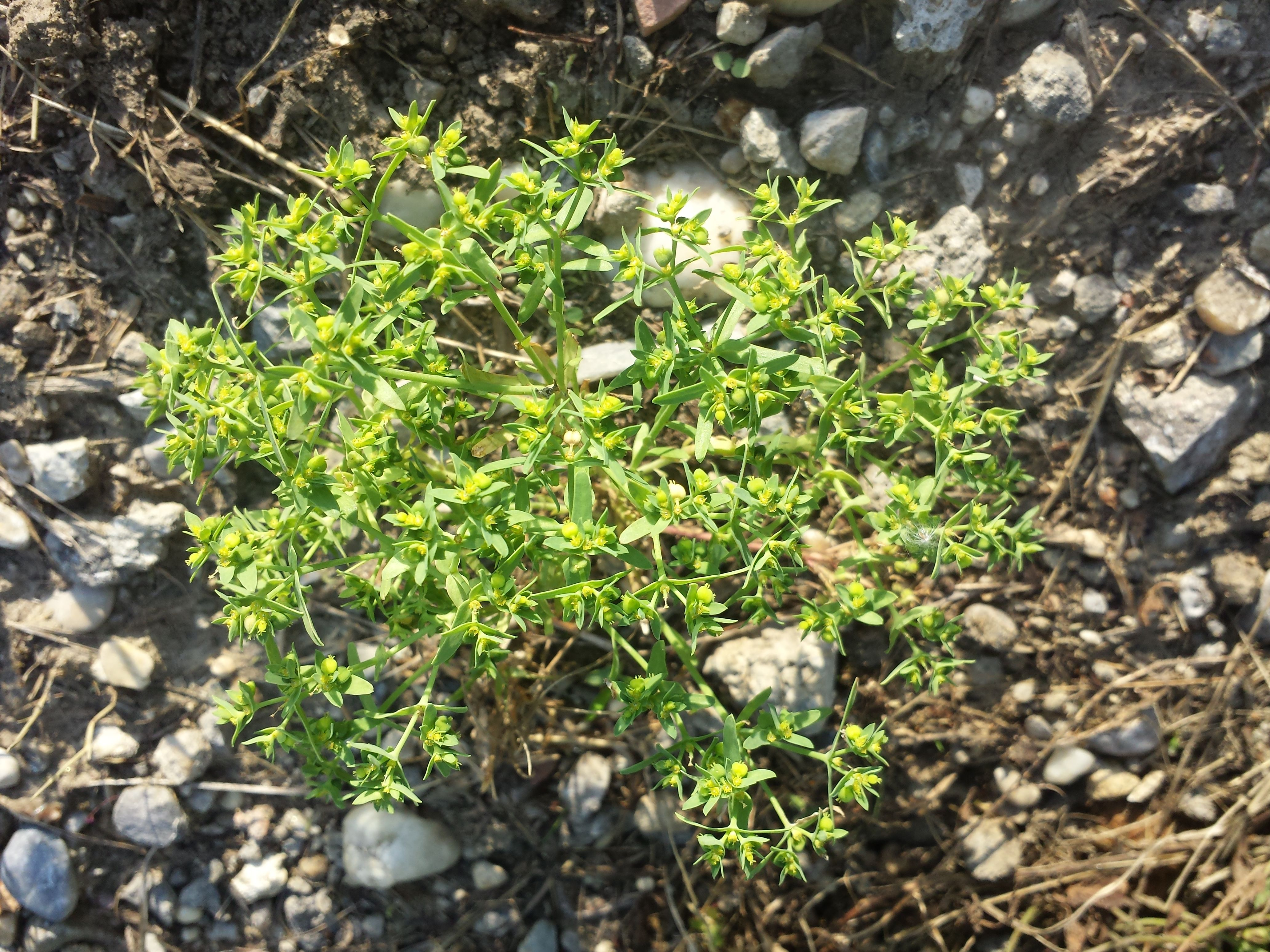
Euphorbia exigua
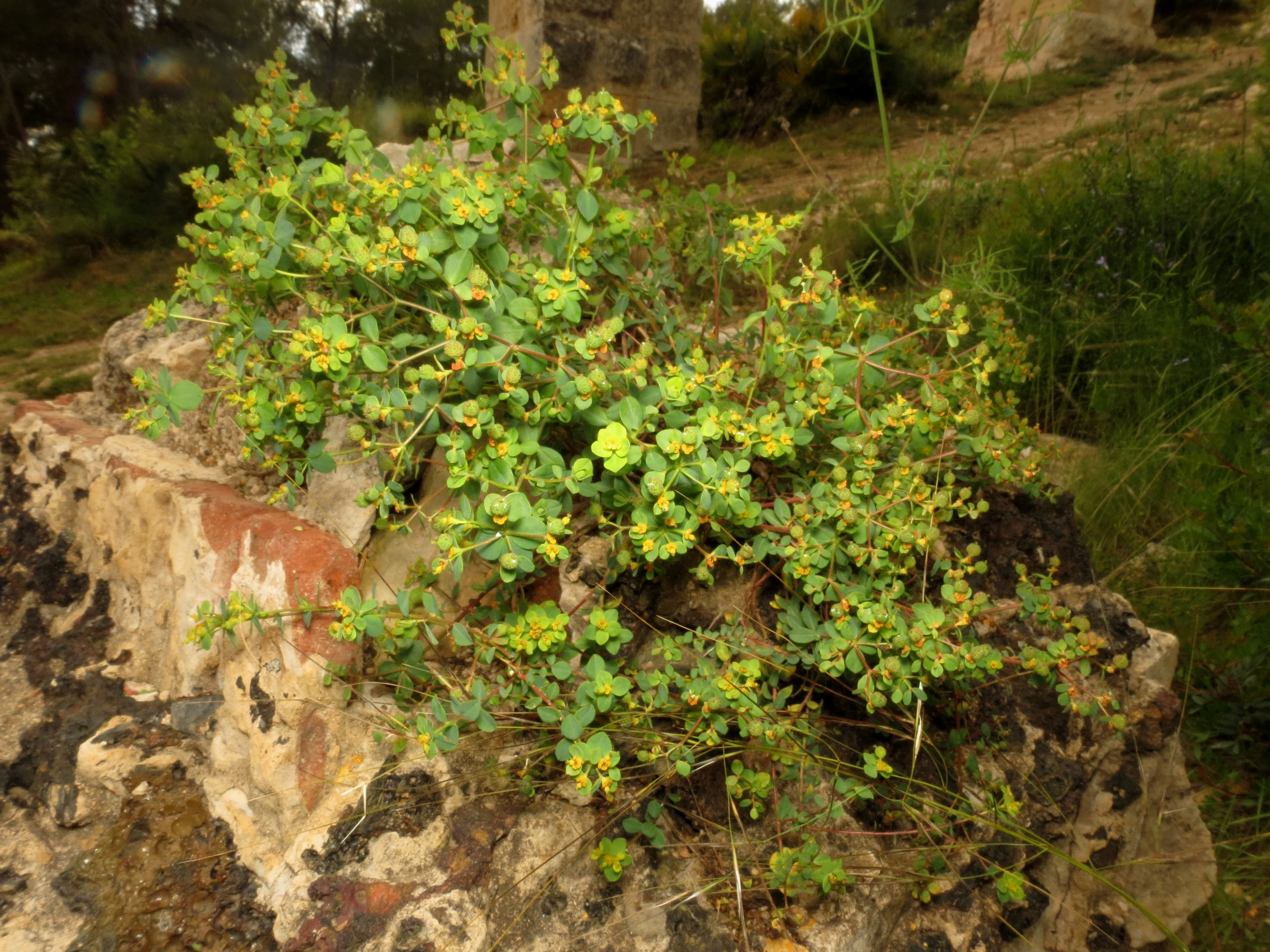
Euphorbia flavicoma
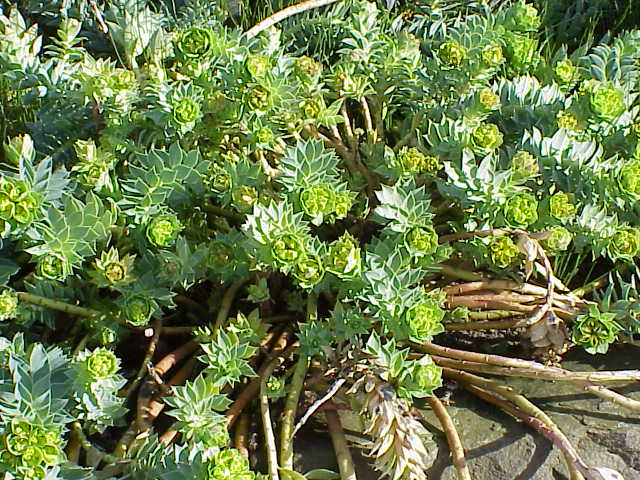
Euphorbia myrsinites

- Euphorbia nicaeensis — euphorbe de Nice.
- Euphorbia palustris — euphorbe des marais.
- Euphorbia paralias — euphorbe maritime.
- Euphorbia peplis — euphorbe péplis
- Euphorbia peplus — euphorbe péplus, ésule ronde (mauvaise herbe des jardins en France, ou même Espagne).
- Euphorbia platyphyllos - euphorbe à feuilles plates.
- Euphorbia portlandica - euphorbe des estuaires.
- Euphorbia prostrata - euphorbe prostrée.
- Euphorbia rigida - euphorbe rigide.
- Euphorbia segetalis — euphorbe des moissons.
- Euphorbia seguieriana — euphorbe de Séguier.
- Euphorbia serpens — euphorbe rampante.
- Euphorbia serrata — euphorbe à feuilles en scie.
- Euphorbia spinosa — euphorbe épineuse.
- Euphorbia stricta — euphorbe raide.
- Euphorbia verrucosa — euphorbe verruqueuse.

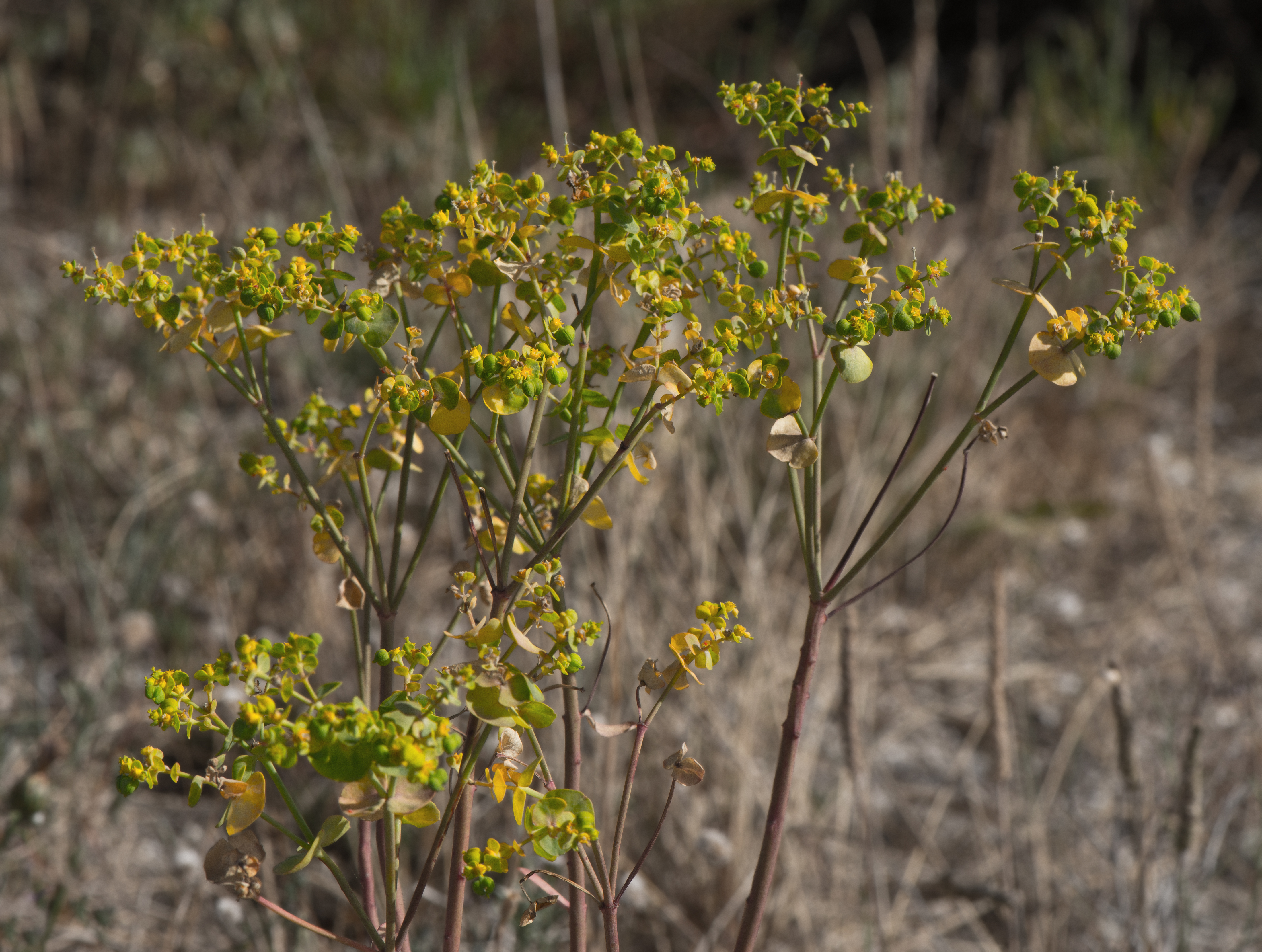
Euphorbia segetalis.
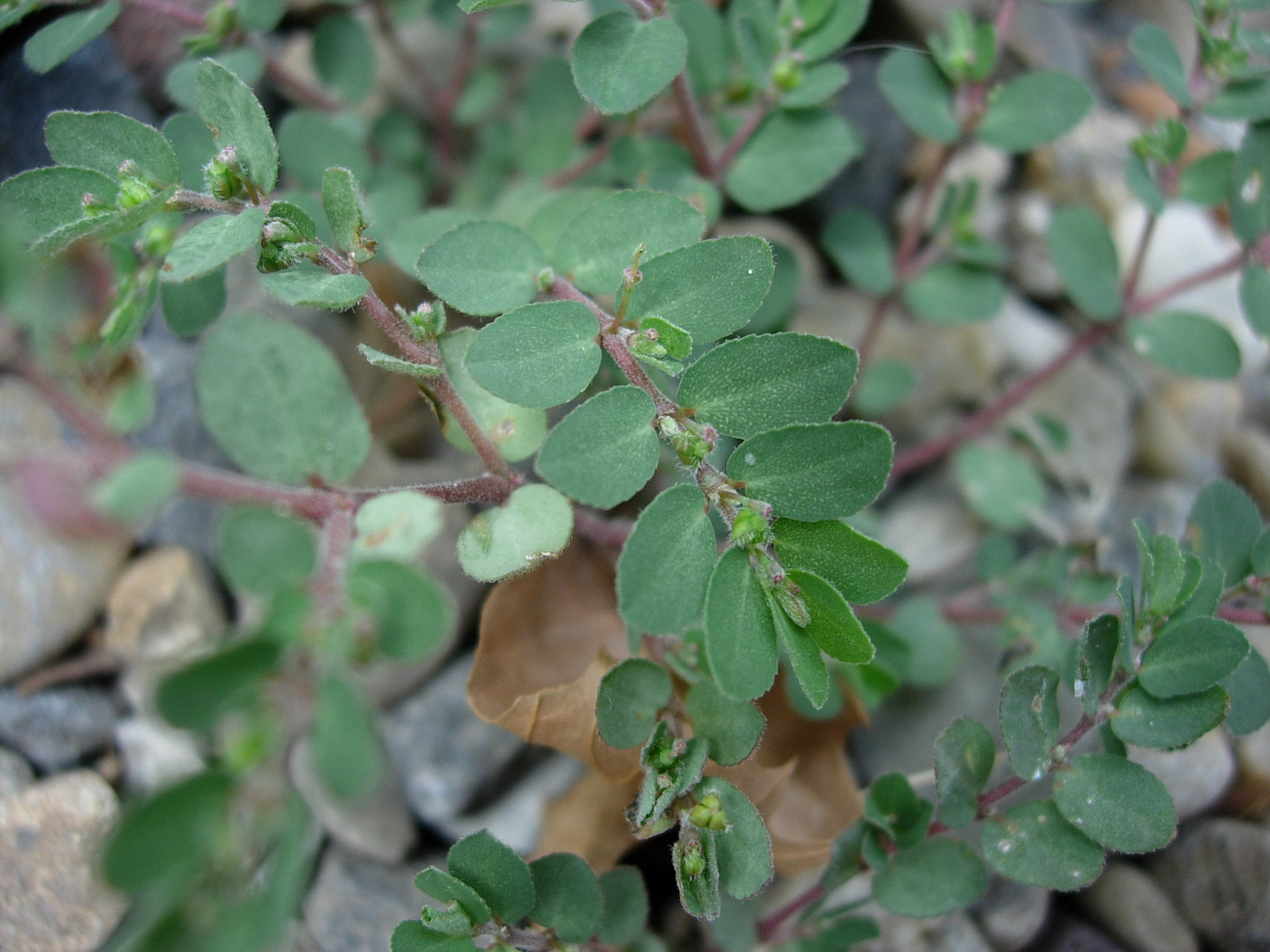
euphorbe prostrée.

### Flore tropicale
- Euphorbia arahaka

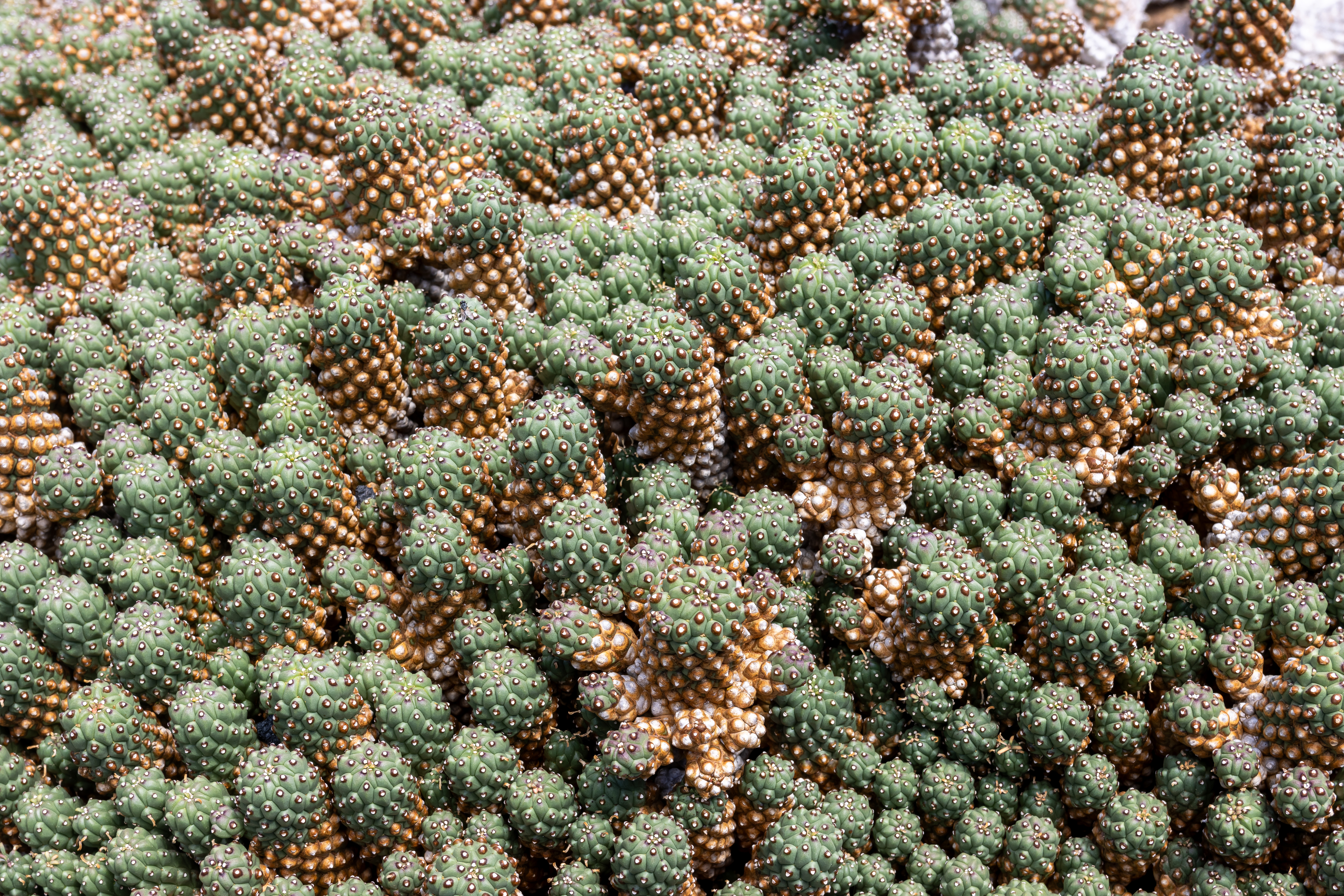
Euphorbia caput-medusae, des Euphorbe, dans le Jardin de Cactus aux Canaries. Septembre 2022.

- Euphorbia canariensis — euphorbe des Canaries
- Euphorbia candelabrum - euphorbe candelabre
- Euphorbia cotinifolia
- Euphorbia damarana - Euphorbe damarana

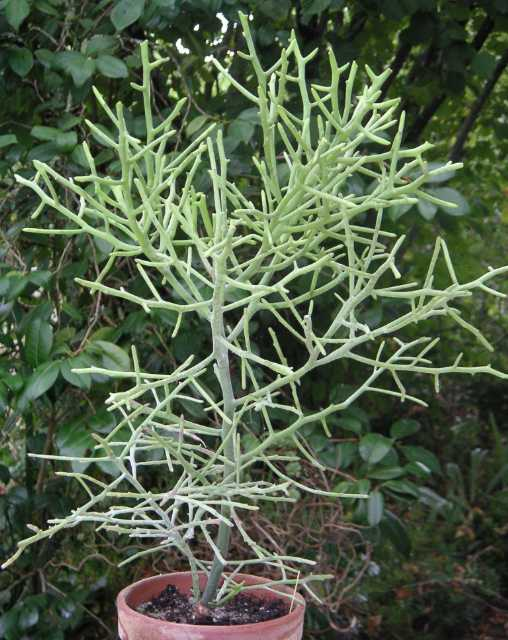
Euphorbia arahaka
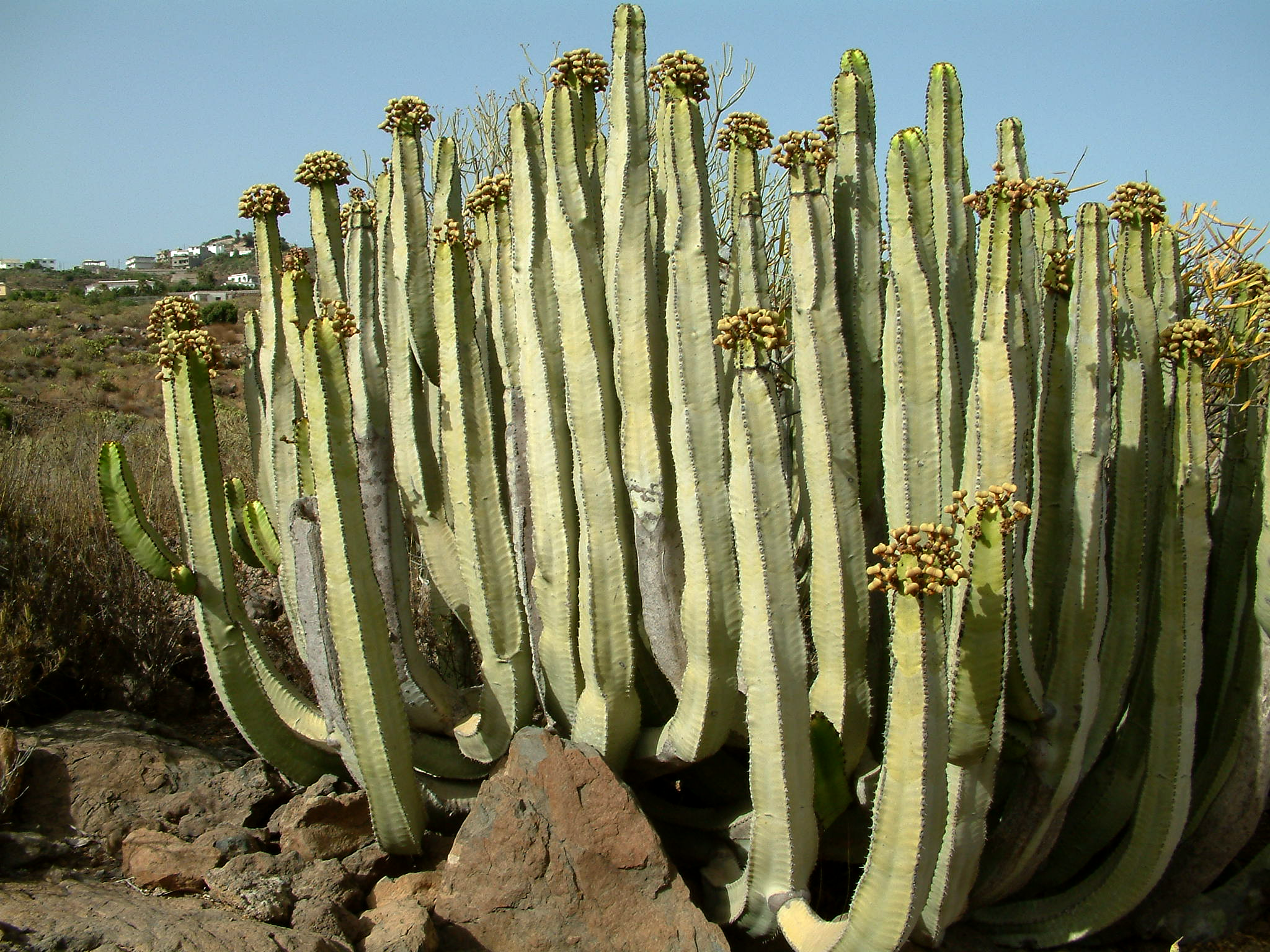
Euphorbia canariensis
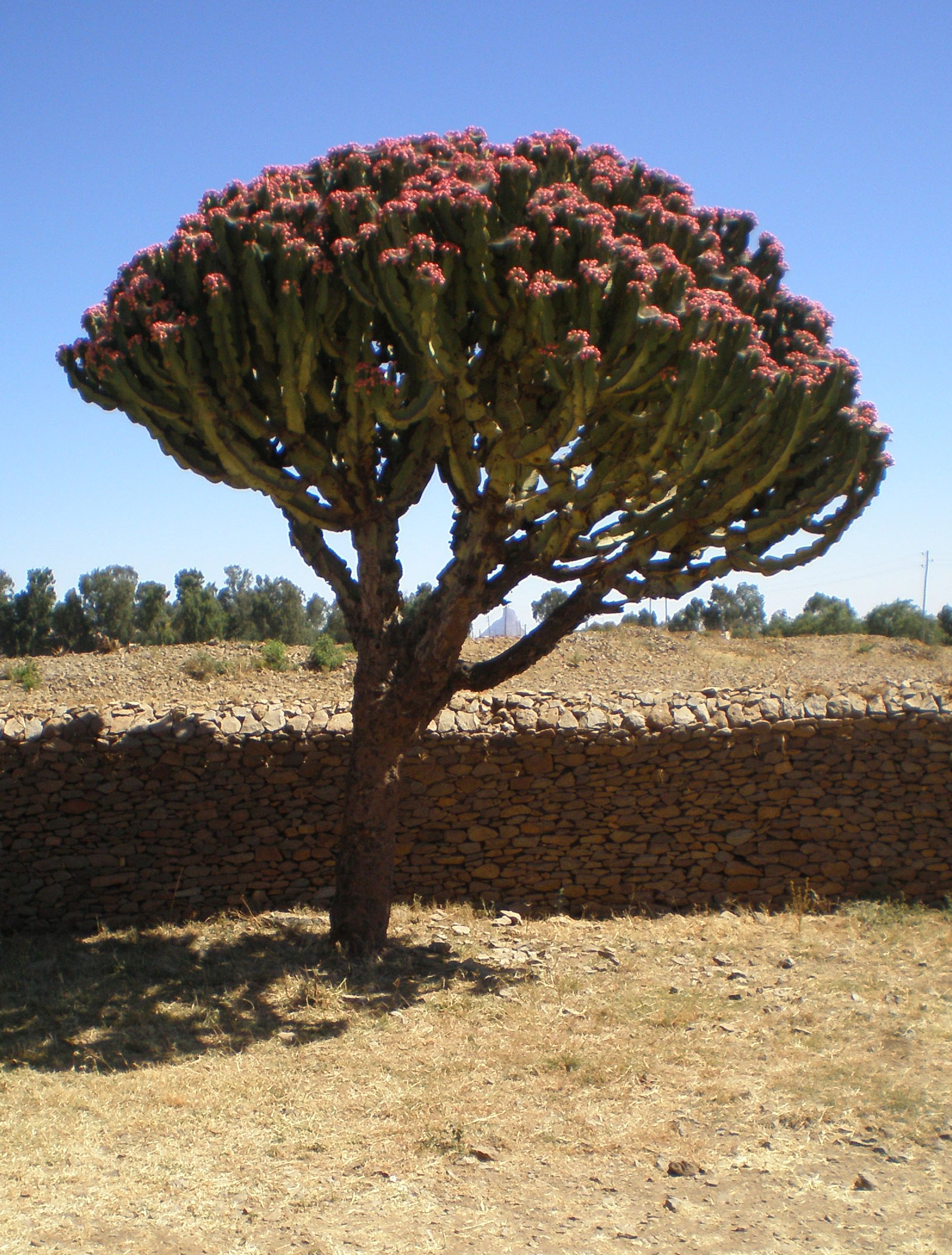
Euphorbia candelabrum
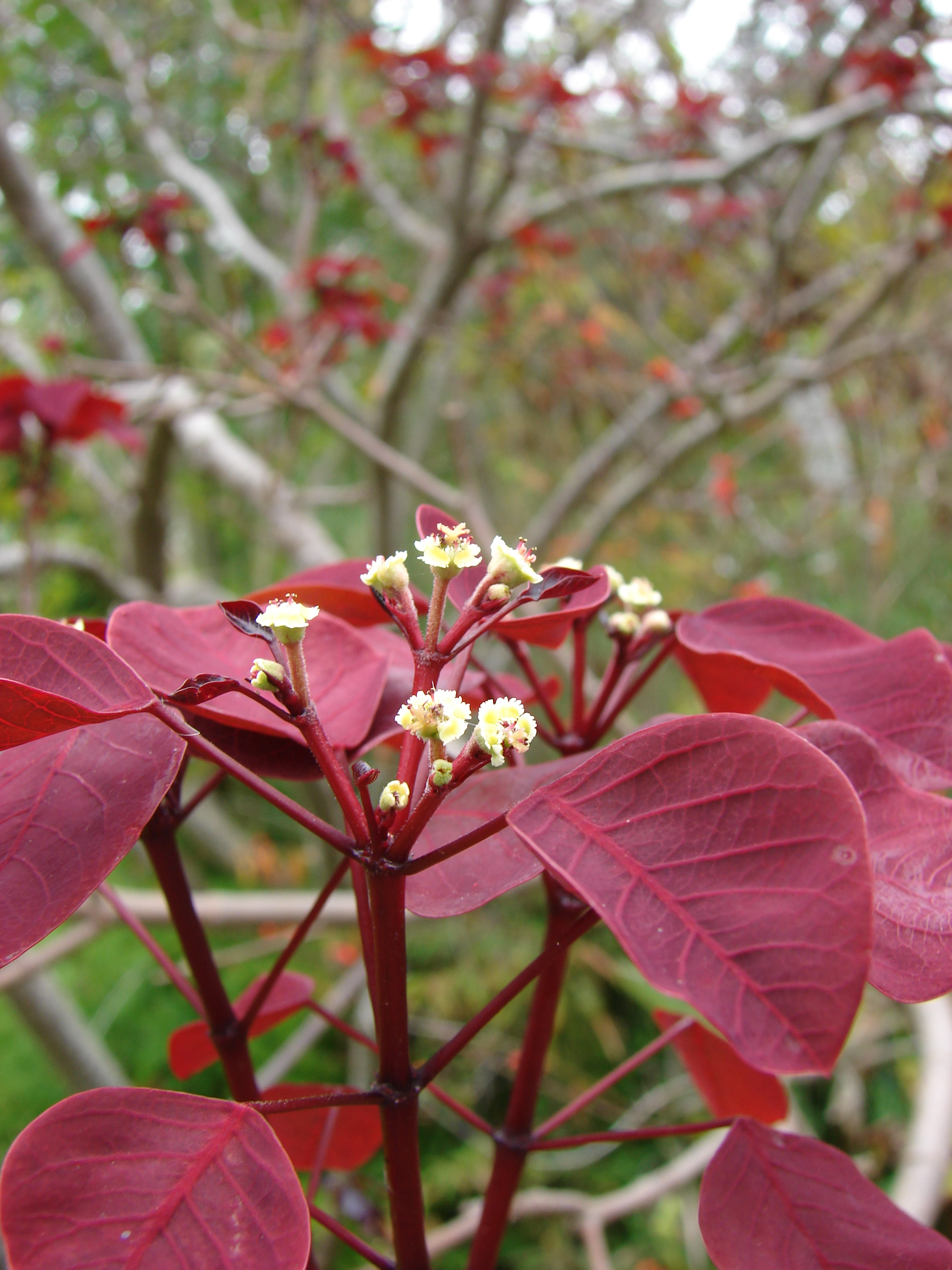
Euphorbia cotinifolia
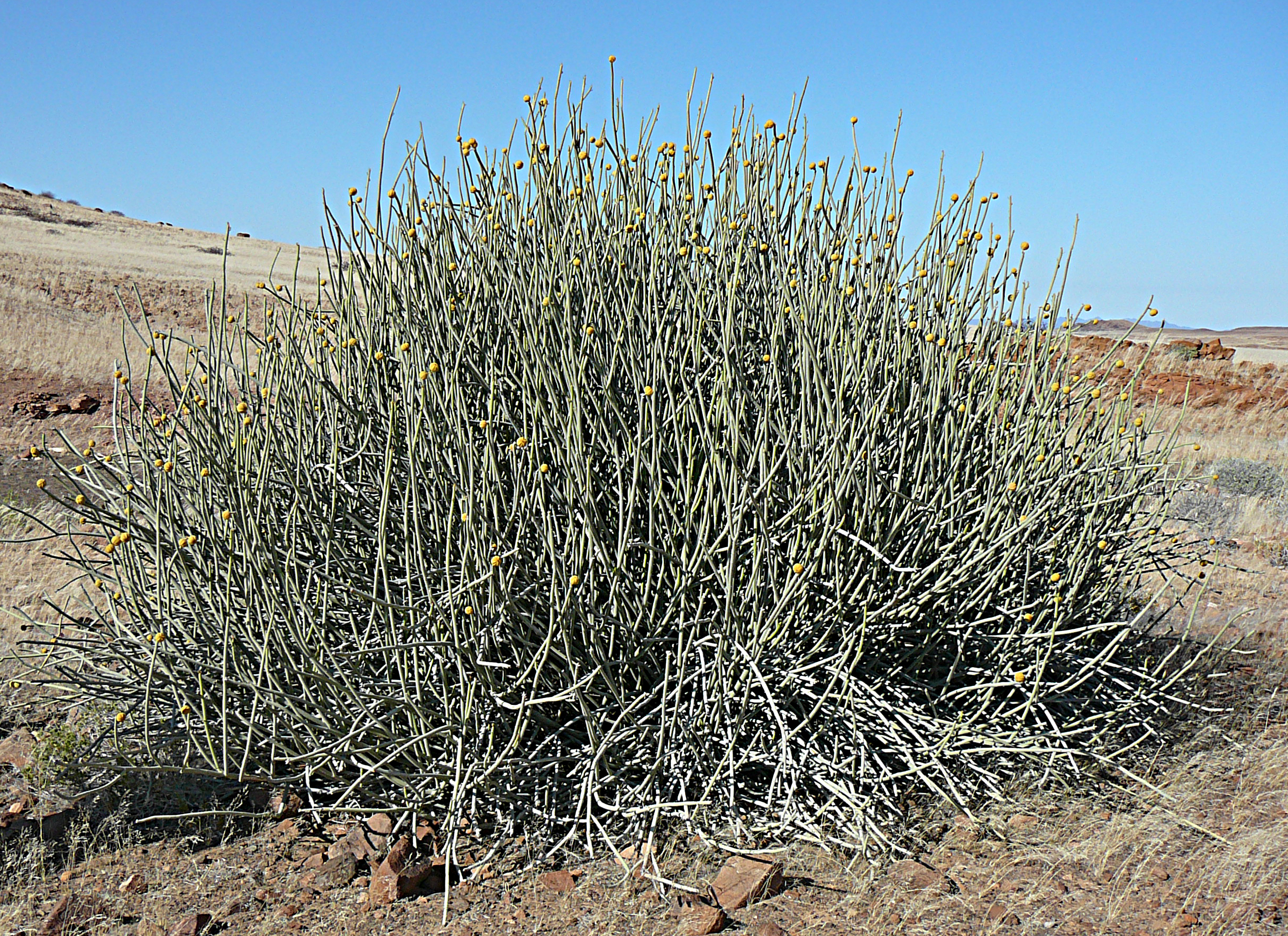
Euphorbia damarana

- Euphorbia enopla
- Euphorbia flanaganii, l'une des euphorbes appelées « Tête de méduse ».
- Euphorbia genoudiana
- Euphorbia heterophylla — euphorbe hétérophylle
- Euphorbia ingens (en) - euphorbe arborescente cactiforme
- Euphorbia lacei - Cactus cathédrale
- Euphorbia leucocephala - Neige du Kilimandjaro
- Euphorbia milii — couronne d'épines

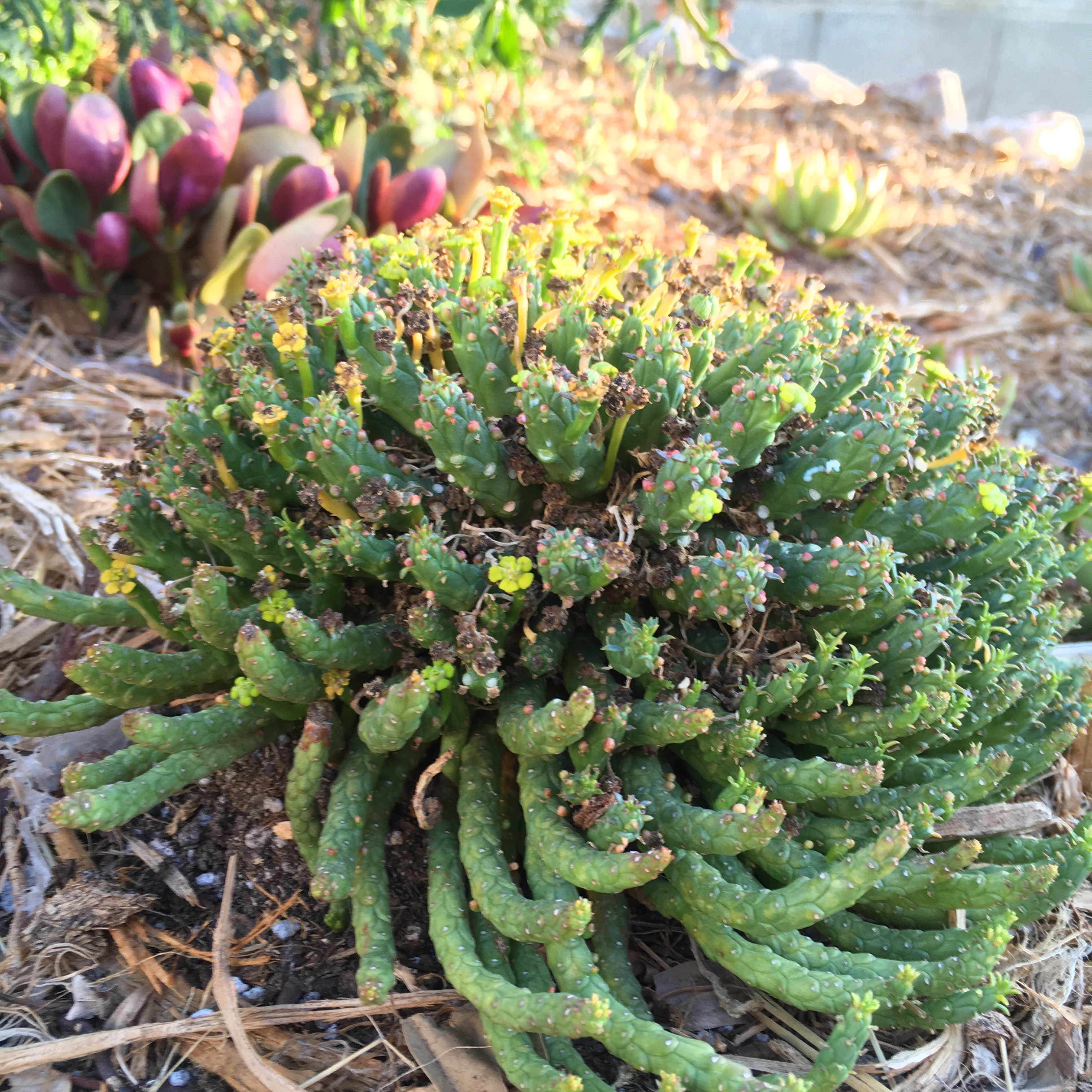
Euphorbia flanaganii, Tête-de-méduse
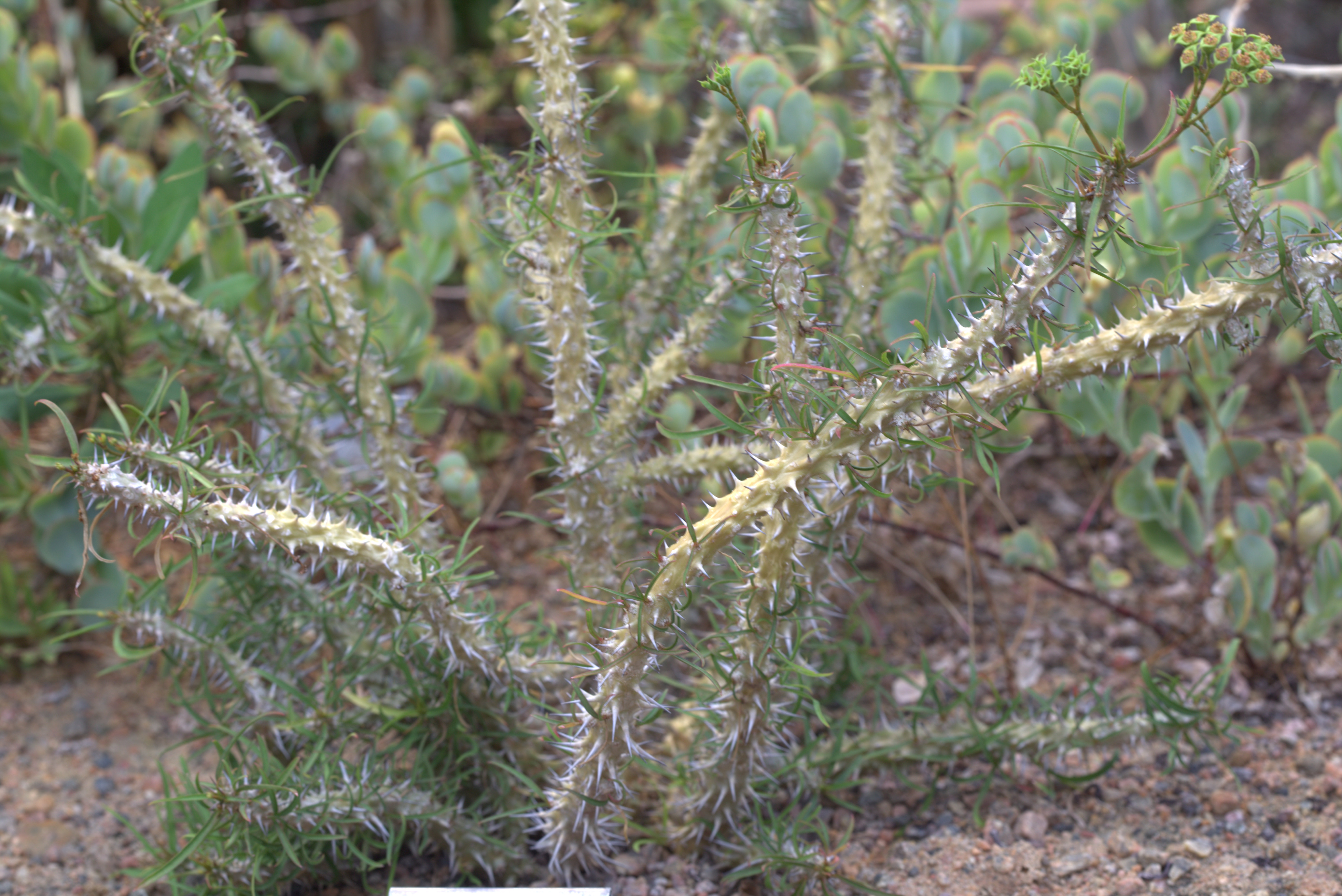
Euphorbia genoudiana
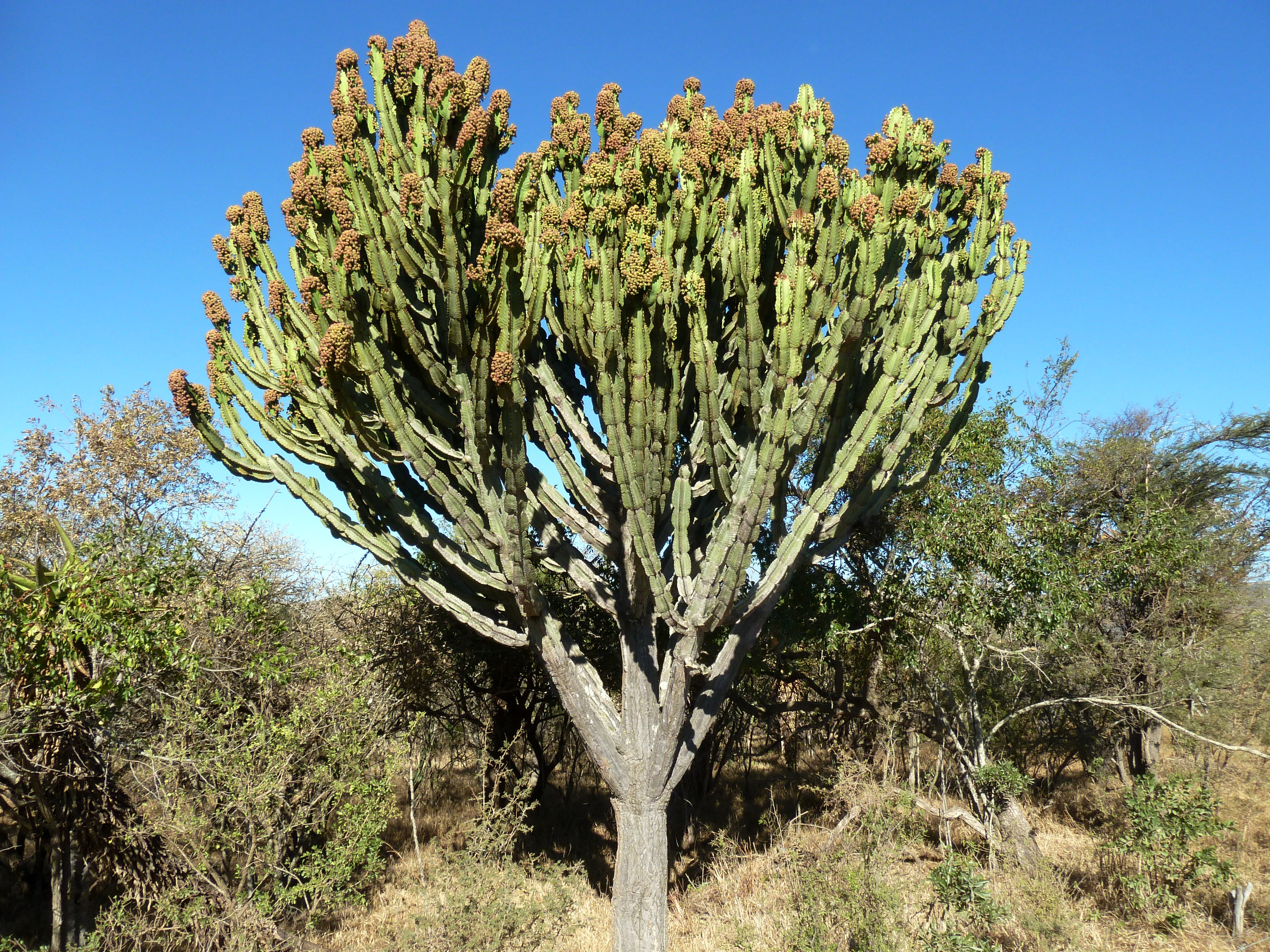
Euphorbia ingens (en)
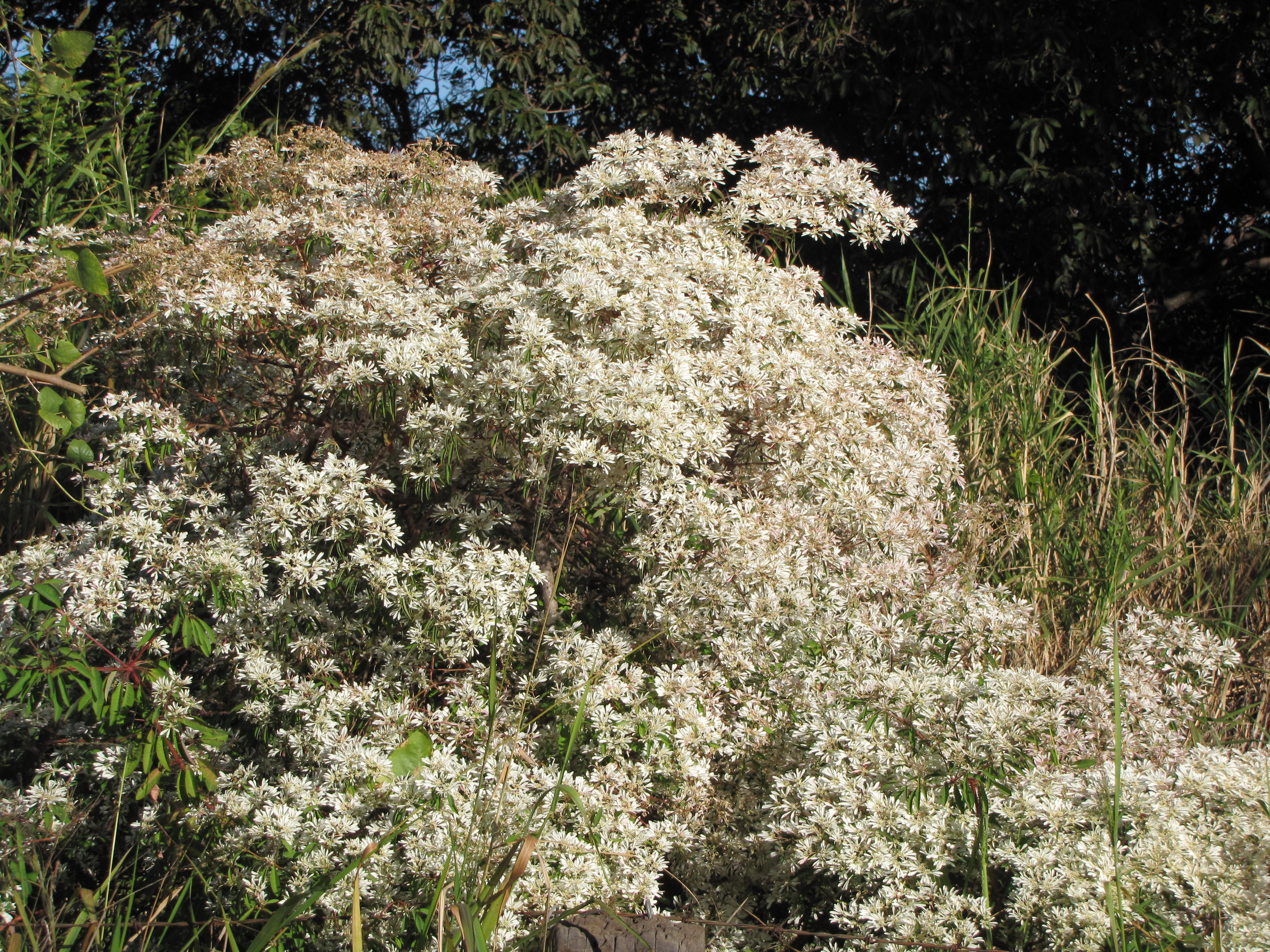
Euphorbia leucocephala
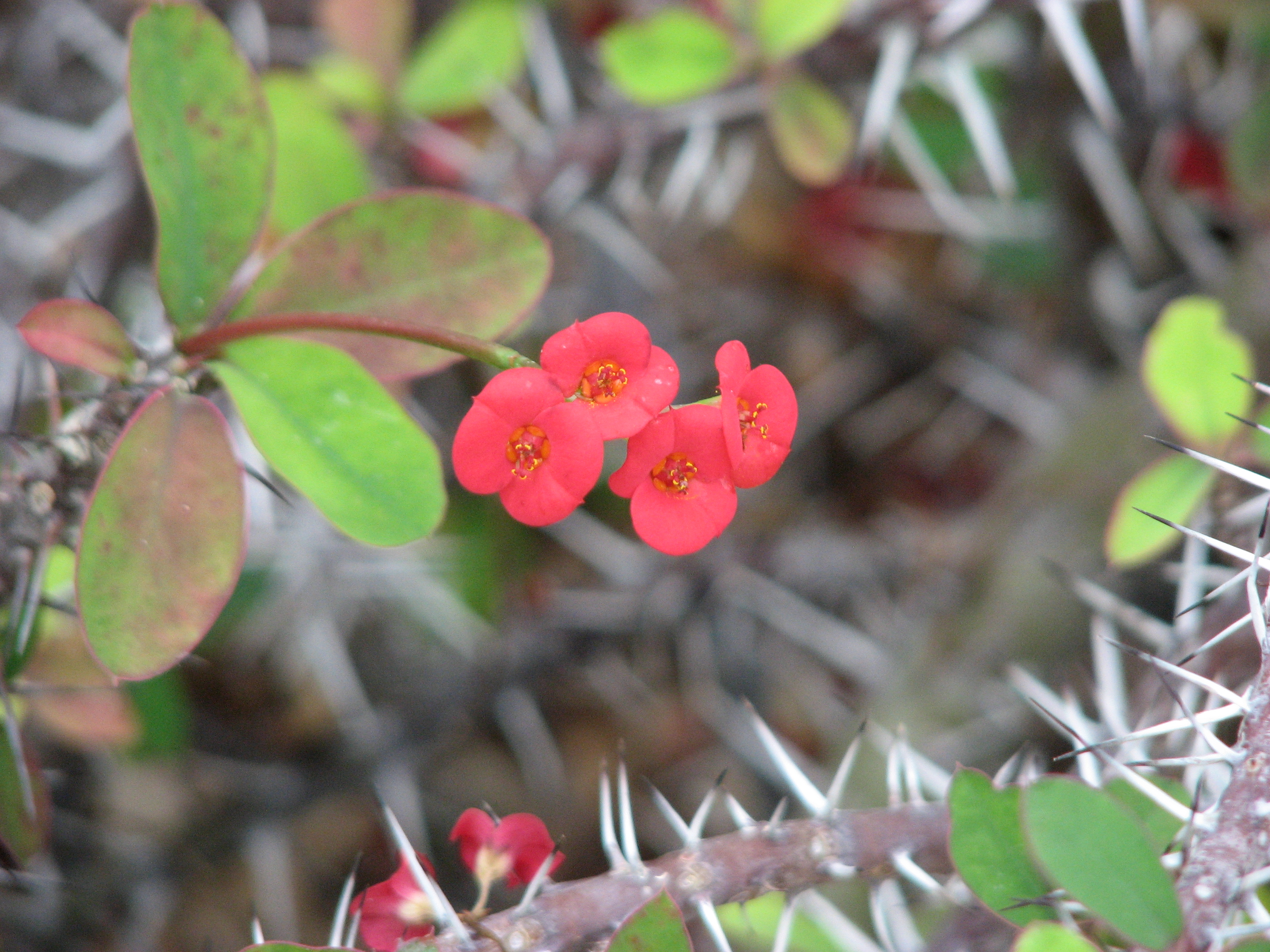
Euphorbia milii

- Euphorbia obesa,
- Euphorbia pulcherrima, appelée souvent par son ancien nom de genre, « Poinsettia »
- Euphorbia resinifera, euphorbe résinifère
- Euphorbia stenoclada,
- Euphorbia tirucalli,
- Euphorbia unispina,
- Euphorbia virosa

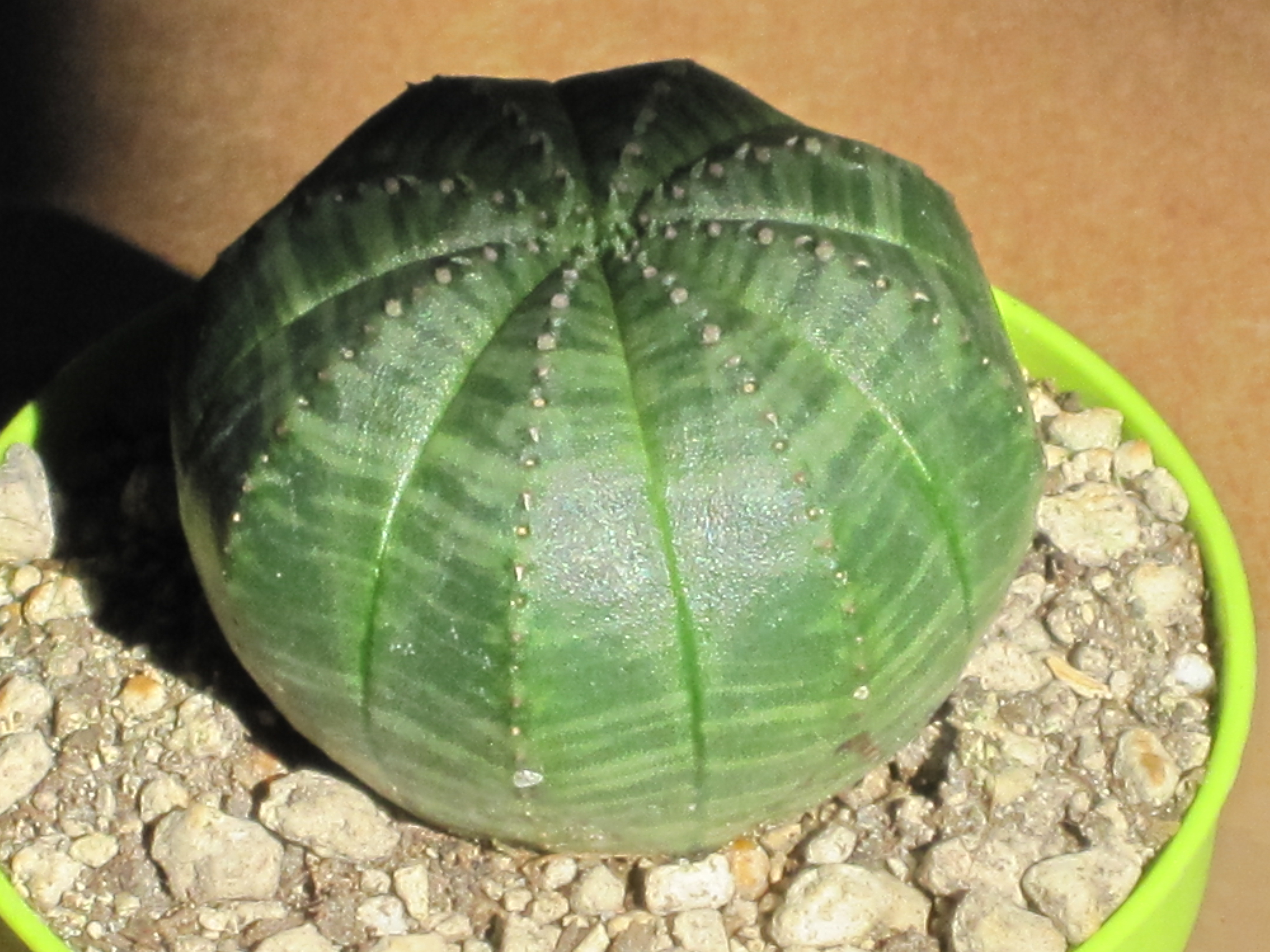
Euphorbia obesa
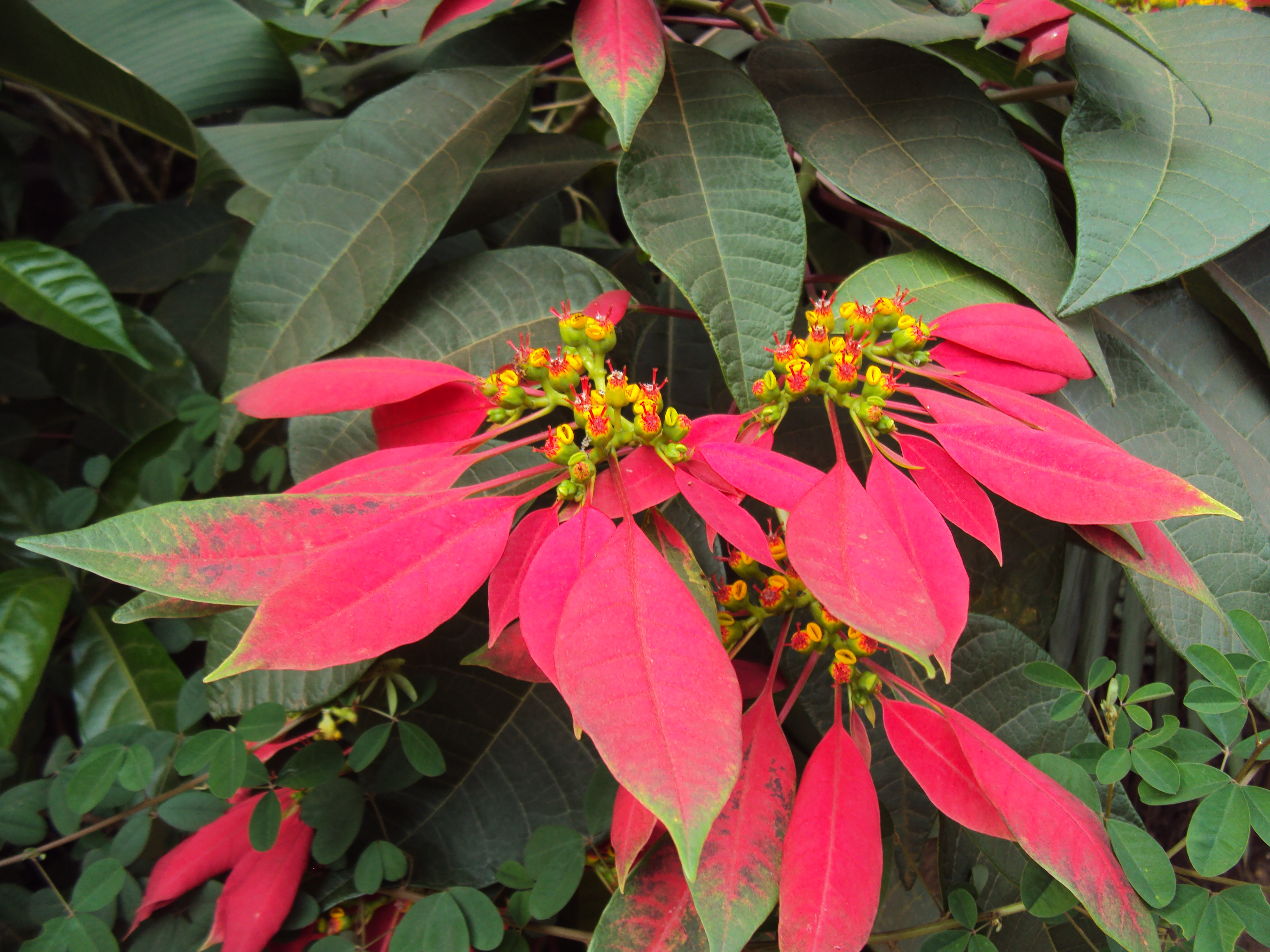
Euphorbia pulcherrima
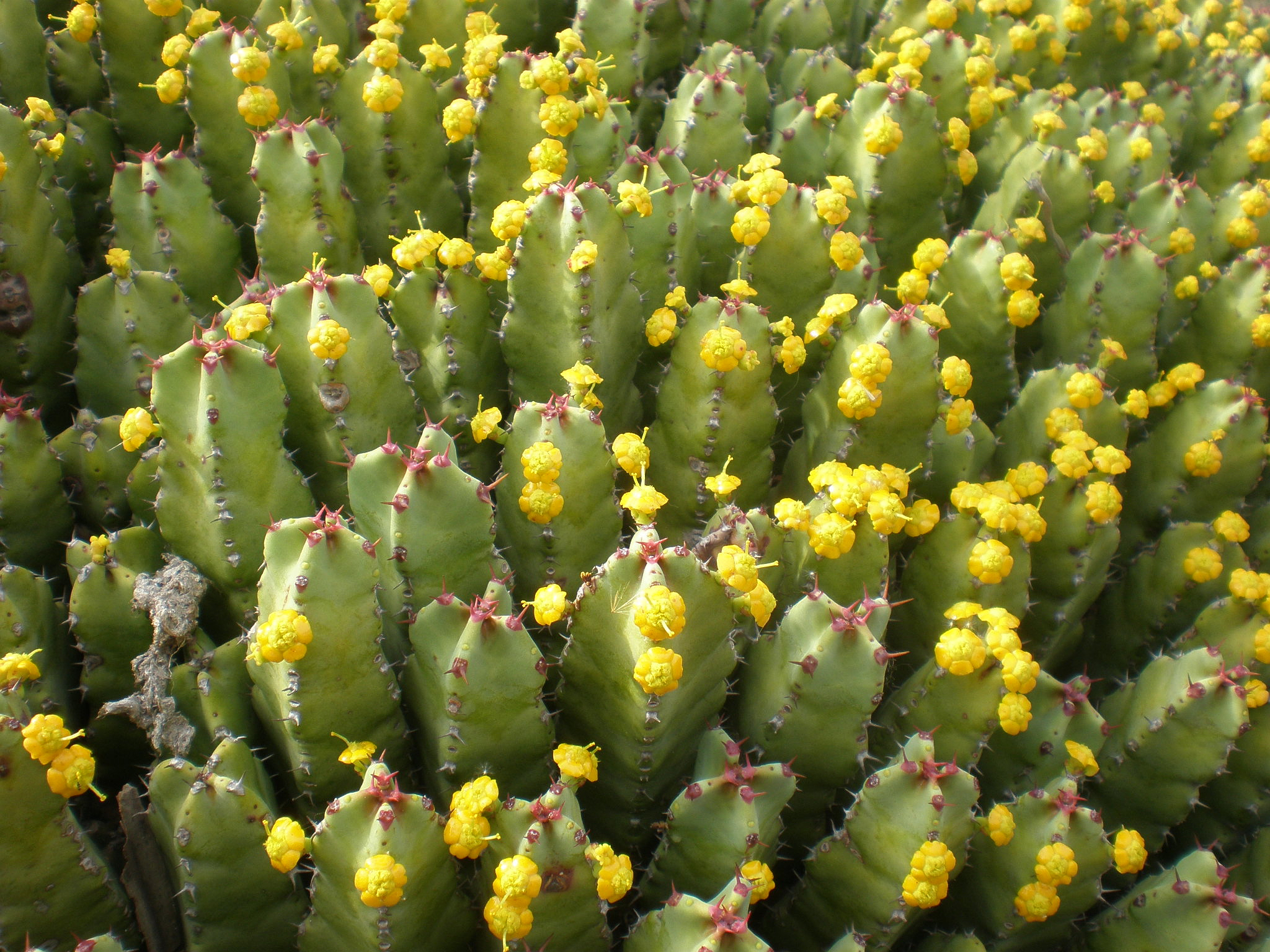
Euphorbia resinifera
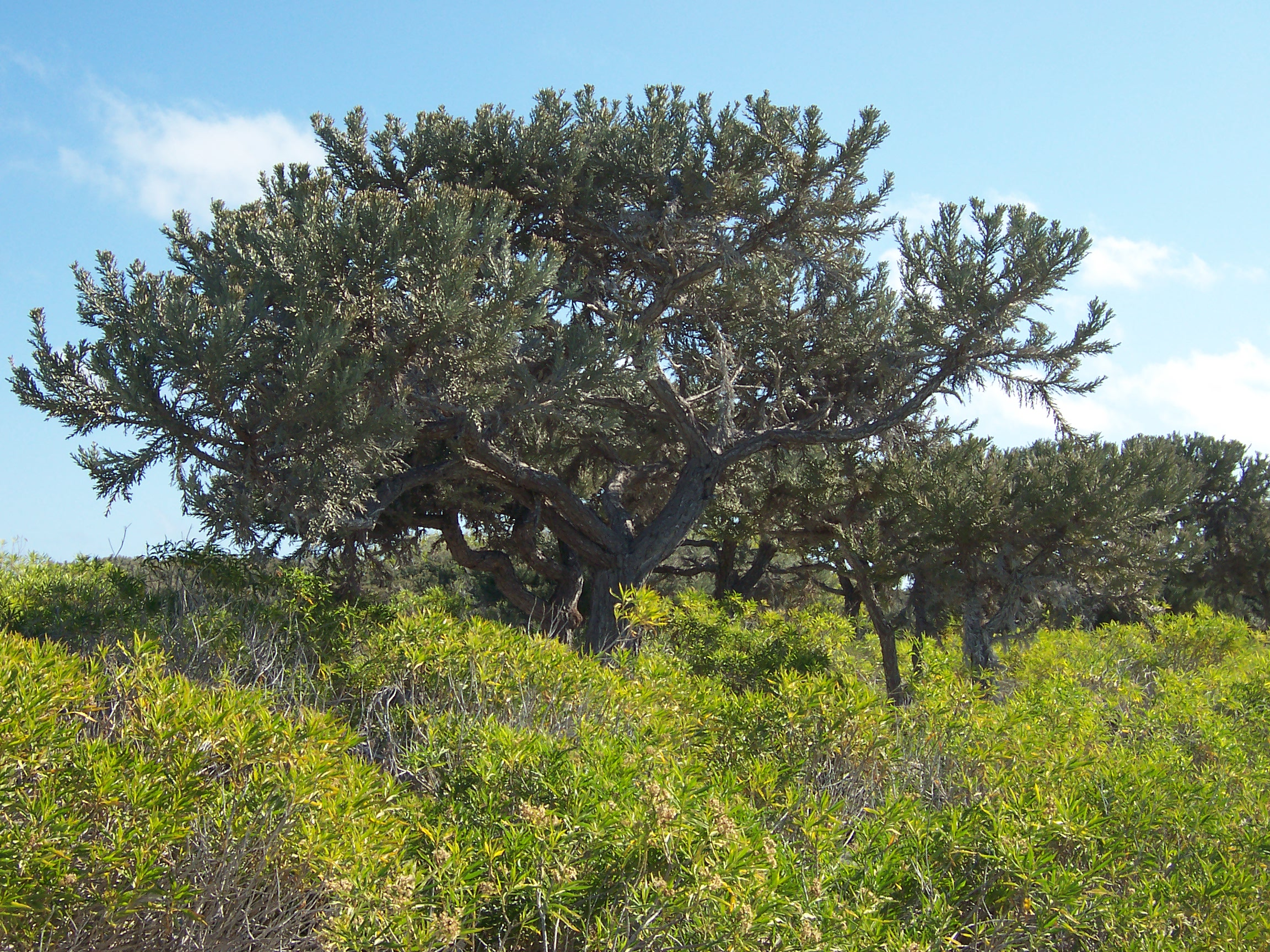
Euphorbia stenoclada
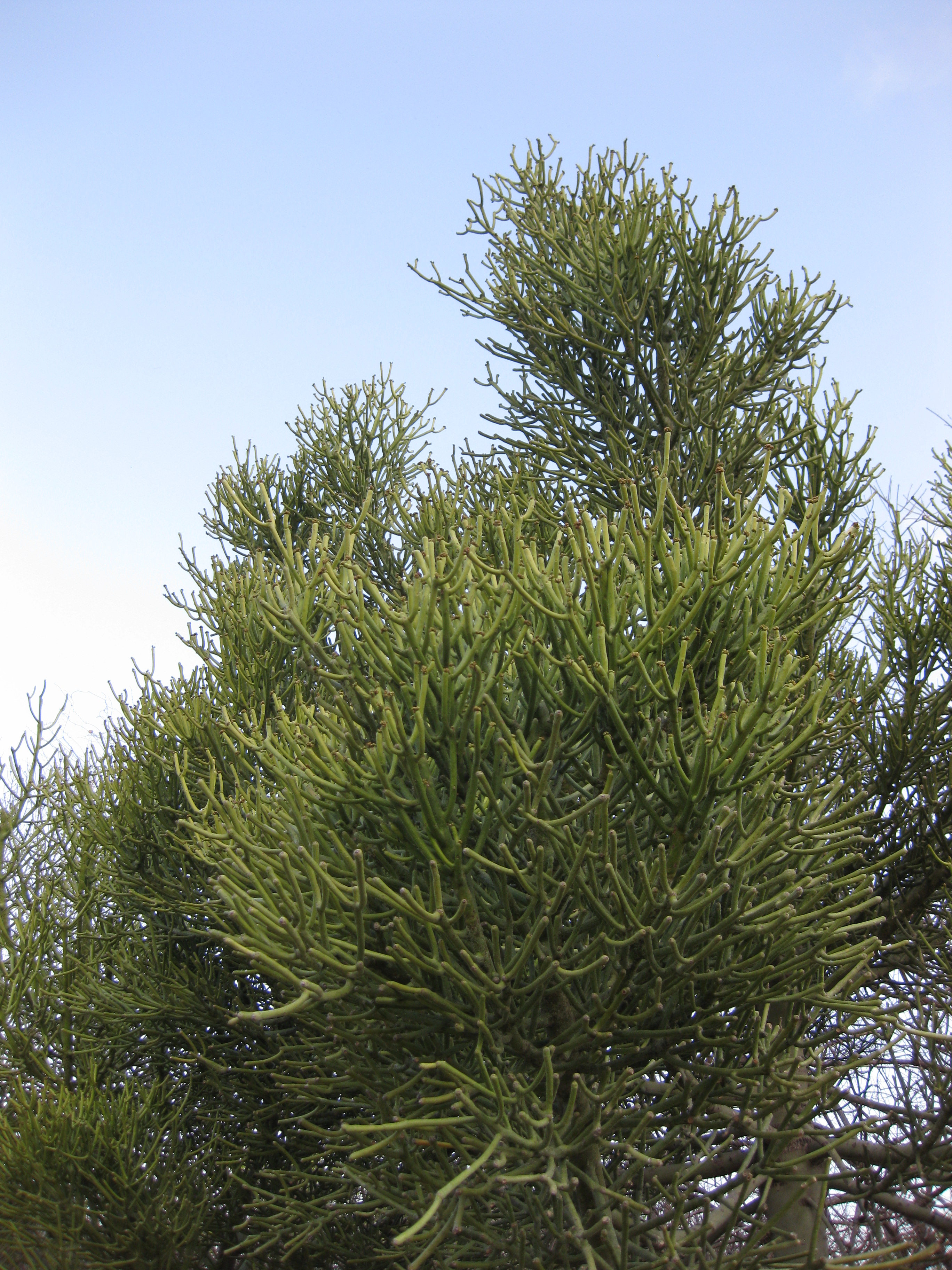
Euphorbia tirucalli
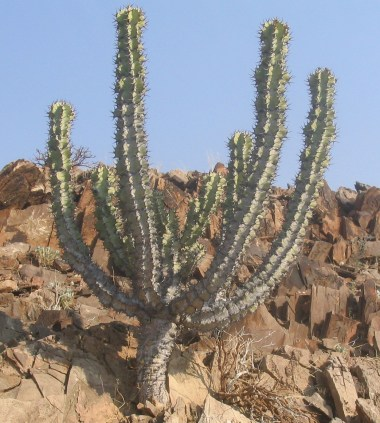
Euphorbia virosa

## Liste d'espèces
Bases incluant possiblement des synonymes :